# Ischnopopillia erythroptera
Ischnopopillia erythroptera är en skalbaggsart som beskrevs av Ernst Gustav Kraatz 1892. Ischnopopillia erythroptera ingår i släktet Ischnopopillia och familjen Rutelidae. Utöver nominatformen finns också underarten I. e. chinensis.